# Schürhaken

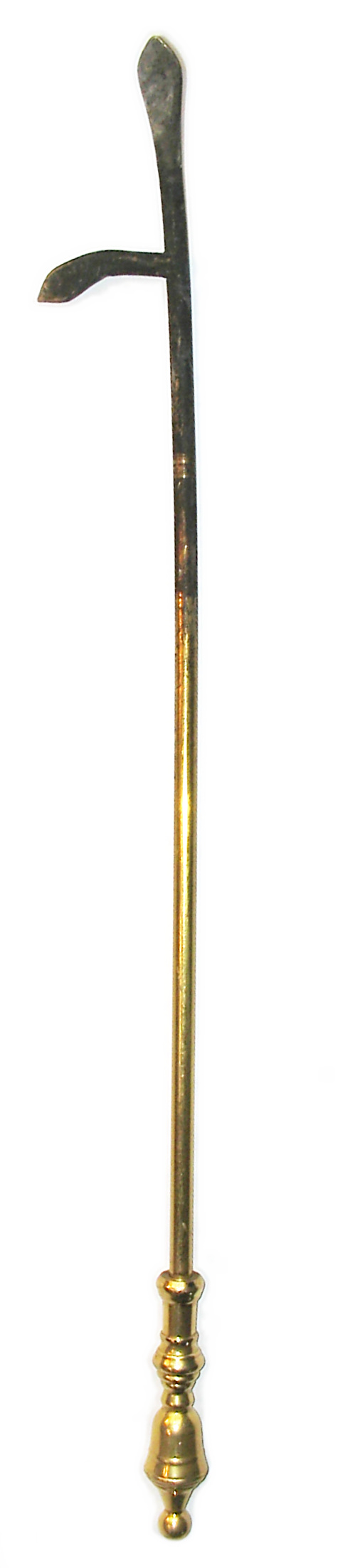
Schürhaken

Der Schürhaken (auch Schürstange, Schüreisen, Stocheisen oder Feuerhaken) ist ein Werkzeug zum Verändern der Lage von heißem Brennstoff in einem Holz- oder Kohleofen. Vorzugsweise aus unbrennbarem Material gefertigt, meist aus Metall, ist er ein wesentlicher Teil des Kaminbestecks.

## Aufbau
Ein Schürhaken besteht aus drei Teilen:
- der Spitze:

Die Spitze besteht aus einem oder mehreren Zinken – immer ist dabei mindestens ein Zinken mehr oder weniger rechtwinklig vom Schaft abgebogen, damit das Brenngut auch in Richtung des Benutzers zurückgezogen werden kann,
- dem Schaft:

Der Schaft dient dazu, den Benutzer des Schürhakens vor der Wärmestrahlung des Ofens zu schützen, indem der räumliche Abstand die Intensität der Wärmestrahlung auf ein erträgliches Maß reduziert. Die Länge des Schaftes muss dabei der Tiefe des Brennraums und der Stärke der Wärmestrahlung des Ofens angepasst sein, sowie
- dem Griff:

Der Griff vereinfacht die Handhabung des Schürhakens und kann die Wärmeleitung von der Spitze über den Schaft zur Hand des Benutzers weiter verringern. Der Griff kann hierfür mit speziellen, isolierenden Materialien wie Leder oder Stoff gestaltet sein. Häufig anzutreffen sind auch Griffe aus Holz oder solche, bei denen ein Draht zu einer spindelförmigen Spirale gedreht ist, die als Griff am Ende des Eisens montiert wurde. Bei einfacher gestalteten Schürhaken dient entweder eine Verdickung des Schaftes an dessen Ende als Griff oder der Griff fehlt einfach ganz – in diesem Fall wird der hintere Teil des Schafts als Griff verwendet.

## Hauptsächliche Verwendung

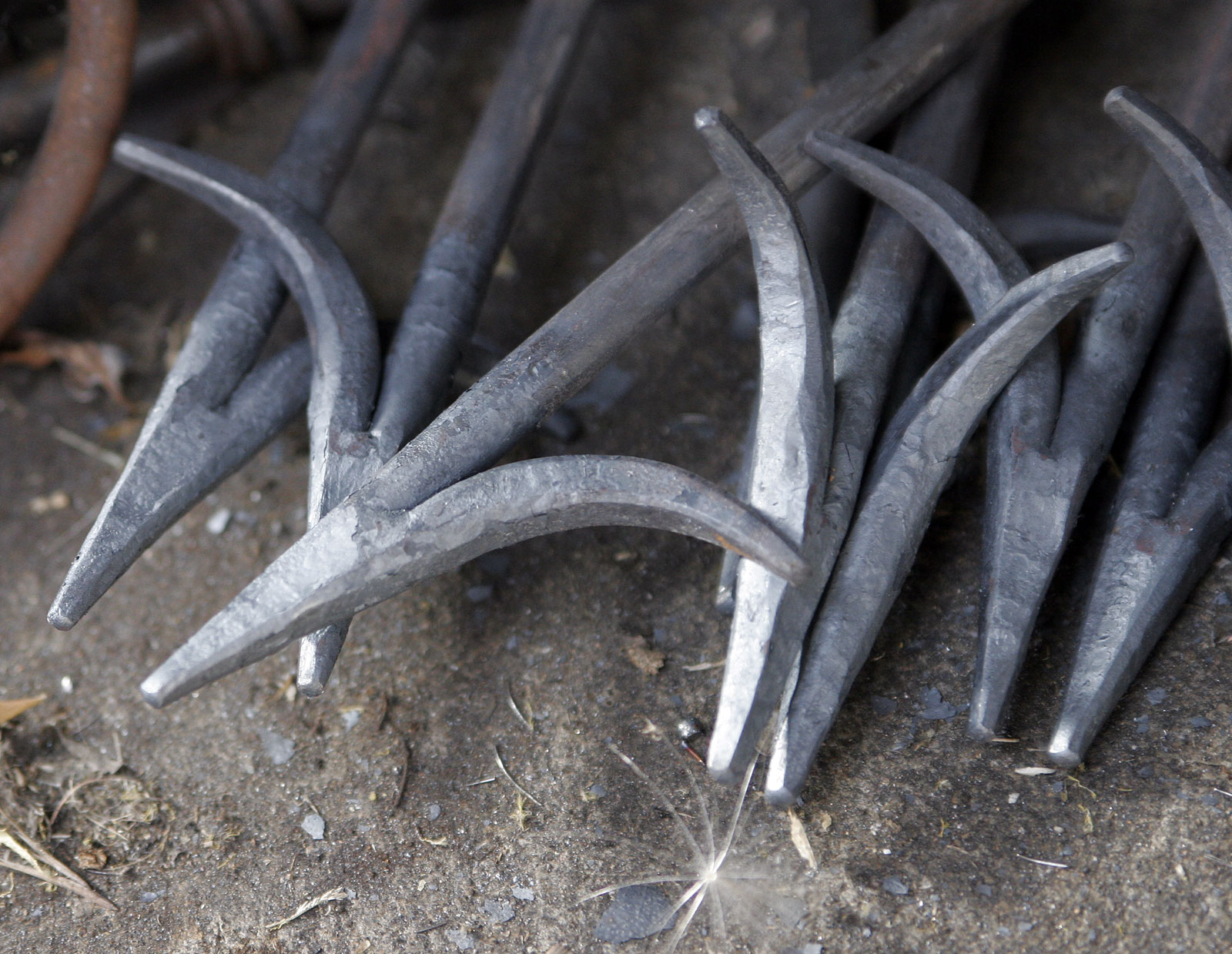
Geschmiedete Schürhaken

Wappen von Zell an der Pram

Mit dem Schürhaken kann Heizmaterial im Brennraum eines Holz- oder Kohleofens nachpositioniert werden. Man kann beim Nachlegen eines Holzscheites mit dem Schürhaken das Scheit genau in die Mitte der Glut schieben, um das Anbrennen zu beschleunigen. Ebenso kann man das Heizmaterial, falls es zu schnell abbrennen sollte, umschichten und so langsamer und kontrollierter abbrennen lassen.

## Weitere Verwendungen

### Zerkleinern des Brenngutes
Mit dem Schürhaken kann teilbares Brenngut (z. B.: Brennholz, Kohle oder Holzbriketts) mittels gezielter Schläge im Brennraum des Ofens zerteilt werden.

### Untersuchen der Asche zum Aufspüren von Glutnestern
Mit dem Schürhaken kann die Asche umgewendet werden, um den Zustand des Abbrandes festzustellen.
Die Bereitstellung von größeren Feuerhaken wurde bereits vor rund 200 Jahren für den örtlichen Brandschutz angeordnet. So war festgelegt: „In jeder Gemeinde sollen wenigstens zwei Feuerleitern und vier Feuerhaken vorhanden seyn. Für größere Orte sind nach dem Umfange derselben mehrere anzuschaffen“. Diesbezügliche Anordnungen wurden Anfang des 19. Jahrhunderts hinsichtlich der Brandverhütung gemäß baupolizeilichen Verordnungen in Textform erlassen. Beispielsweise erließ die herzoglich-nassauische Regierung im November 1826 eine solche Verordnung für ihr Herrschaftsgebiet.

### Bedienung der Ofentür und des Rostes
Bei manchen Öfen wird der Schürhaken auch als „kalte Hand“ verwendet, d. h., mithilfe des Schürhakens kann ohne Verbrennungsgefahr die heiße Ofentür geöffnet und geschlossen werden oder der Ofenrost bedient werden. Der Schürhaken wird in diesem Falle vom Hersteller des Ofens mitgeliefert und passt dann genau in dessen Bedienelemente.

### Handhabung der „Ofenringe“ auf der Heizfläche des Ofens
Öfen, mit Holz, Torf, Koks oder Kohle befeuert, die der Zubereitung von Speisen dienen, sind oft mit Öffnungen auf der Standfläche der Kochgefäße ausgestattet, die durch übereinanderliegende Ringe (Ofenringe) verschlossen sind. Durch Entfernen einzelner Ringe kann die Öffnung in der Ofenplatte der Größe des Kochtopfes rsp. der Bratpfanne angepasst werden, die so direkten Kontakt mit dem Brennstoff im Ofen erlangt. Zum Entfernen und Einlegen der Ringe ist der Schürhaken so gestaltet, dass die Ringe nicht über den Schaft auf Hand oder Arm gleiten können (Verbrennungsgefahr!). Die Spitze des Schürhakens muss dabei auch sicher in eine kleine Öffnung im Ring eingehakt werden können, damit die Ringe nicht herunterfallen, was bei dem spröden Gusseisenmaterial zu einem Bruch führen könnte.

### Reinigung des Rostes
Der Schürhaken kann auch eingesetzt werden, um unbrennbare Reste oder die bei Kohlefeuerung entstandene Schlacke aus dem Rost zu schlagen.

### Anblasen des Feuers
Es gibt Schürhaken, bei denen der Schaft hohl, also nicht massiv ausgeführt ist und der an beiden Seiten ein offenes Ende hat. Das obere Ende (der Griff) ist mit einem Mundstück ausgeführt – das untere Ende (die Spitze) mit einer Düse. Man kann dann durch einen kräftigen Luftstoß direkt in die Glut das Feuer wieder anfachen.